# Patrimonio disponibile
Nell'ordinamento italiano il patrimonio disponibile è l'insieme di beni non vincolati e disponibili alle più diverse forme di utilizzo di proprietà dello Stato, delle Regioni o dei Comuni. La gestione del patrimonio disponibile rientra nella sfera del diritto privato. Il fine di tale tipologia di beni non è strettamente correlato alla funzione pubblica svolta dall'ente stesso; pertanto, non di rado, tali beni sono oggetto di alienazione a privati o di trasferimento ad altre Amministrazioni, nel caso che la loro conservazione - tra i beni dell'ente - costituisca onere eccessivo, per le specifiche finalità istituzionali.

## Beni immobili vacanti
Il codice civile italiano disciplina il caso in cui vi siano dei beni immobili senza alcun proprietario. Tali beni rientrano, automaticamente, nel patrimonio dello Stato (art. 827 c.c.)

## Riferimenti normativi
- Codice Civile